# Angkor

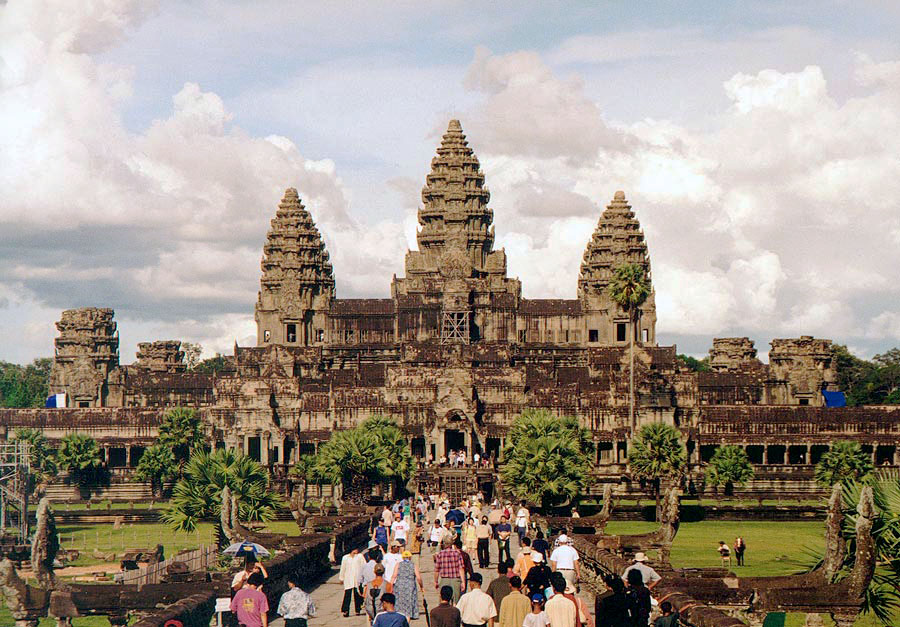
Angkorvat

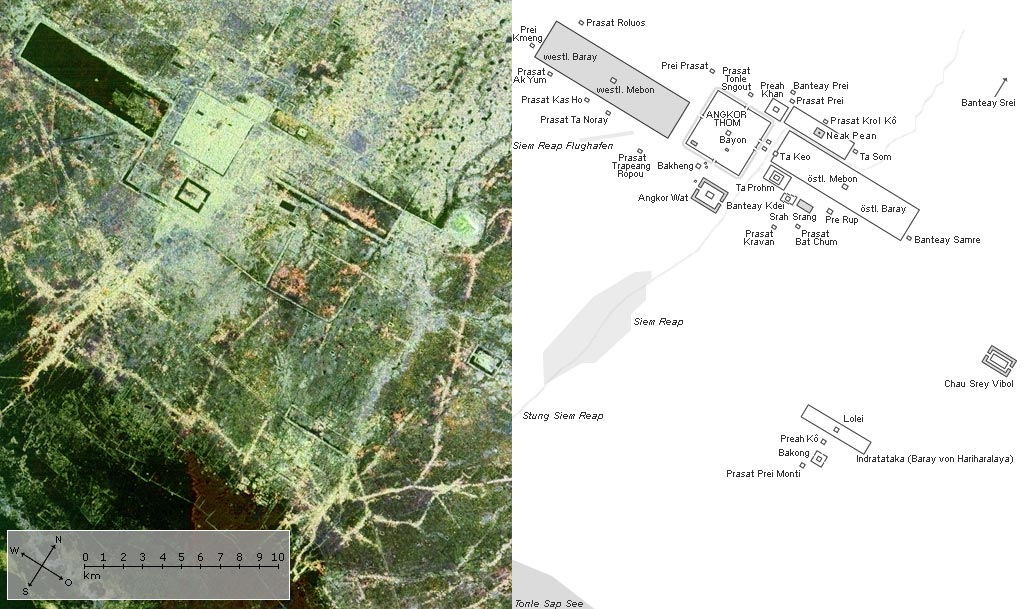
Angkor – űrfelvétel és térkép

Angkor, a khmer templomok ősi városa Kambodzsa szívében a 9. században létrejött Khmer Birodalom fővárosa volt 802–1432 között. A birodalom legnagyobb kiterjedése idején magába foglalta Csenla államot, a mai Kambodzsa síkságait, valamint a mai Laosz és Thaiföld jelentős részét és a hajdani Kokinkínát, a Mekong deltáját. Az uralkodók hol megerősítették Angkor fővárosi státuszát, és tiszteletben tartották eredeti városszerkezetét, hol lerombolták, vagy a korábbiaktól elkülönülő, saját várost építettek hozzá. Így egészen különleges épületkomplexum jött létre a Mekong medencéjének „nagy tava”, a Szap-tó közelében, Phnompentől 242 kilométerre északnyugatra.
A 20. században 200 négyzetkilométeres területet tisztítottak meg az őserdőtől, s ezen több száz templom és szentély áll – közöttük a világ legnagyobb vallási célú épülete, Angkorvat. Csak a templomokat rakták kőből, az összes többi építményt – a királyi palotákat is – fából ácsolták, mára tehát ezek mind az enyészeté lettek, így Angkor ma egy hatalmas „templomváros” képében mutatkozik, noha természetesen nem csak vallási épületek voltak annak idején a városban. A Khmer Birodalom fénykorában a fővárosnak hatszázezer–egymillió lakója lehetett, jóval több mint a korszak bármely európai városának. A 15. században számos alkalommal, így 1431-ben is a sziámi thaiok megtámadták Angkort. A város hét hónapos ostrom után elesett, majd nem sokkal a támadók visszavonulása után elnéptelenedett, ha nem is teljesen. A khmerek új fővárost alapítottak a délebbre fekvő mai főváros, Phnompen közelében, az őserdő pedig lassan benőtte, elrejtette az épületeket, és a város hírét csak legendák őrizték. Angkort francia kutatók „fedezték fel” újra a 19. század közepén. A város kilépett a múlt homályából és világhírre tett szert. Ma Angkor Délkelet-Ázsia egyik leglátogatottabb helye; 1992-ben az UNESCO a világörökség részévé nyilvánította.

## Angkor fejlődése
Az 1–6. században a mai Angkor és a Korat-fennsík, valamint a Mekong-folyó középső szakaszának völgyében, a Tonle-szap (a Nagy-tó) vízgyűjtő területén számos kisebb-nagyobb területet hosszabb-rövidebb ideig befolyása alatt tartó khmer fejedelemség formálódott (Vjádhapura, Aninditapura, Szambhupura, Bhavapura), melyeket a kínai feljegyzések Csenla állam összefoglaló névvel írtak le.

### II. Dzsajavarman – Angkor alapítója
II. Dzsajavarman fejedelem korábban talán a jávai, esetleg valamelyik, a mai Közép-Vietnám területén kialakult tyám fejedelemség udvarában élt. Egyes források szerint fogolyként, mások szerint tanulmányait végezve, esetleg mindkét minőségben. Amikor 790 körül szülőföldjére visszatért, a következő több évtized sikeres hadjáratai és szövetségkötései révén kellő befolyásra tett szert ahhoz, hogy a khmerek által később Kambudzsának nevezett egységes birodalom alapítójának tekintsék. A Tonle-Szap (a Nagy-Tó) északnyugati sarkában több birodalmi központnak szánt székhelyet hozott létre (Amarendrapura, Hariharalaja, Mehendraparvata). Egy 1052-ben készült, a mai Thaiföld területén található Sdok Kak Thom-i kőfelirat szerint 802-ben, számos átmeneti vereség után a Kulen-hegyre szorítva, Mahendraparvatában, számára összeállított szertartás keretében a „Világ Urává”, csakravartinná nyilvánította önmagát. Később visszatért Hariharalájába (a mai Roluosz közelében). Az indiai-hindu tradíciók mentén, főként Siva kultuszát állítja vallási-ideológiai nézetei középpontjába. Birodalma nem csak a széttagolt khmer fejedelemségeket egyesítette, hanem a környező, elsősorban a jávai-szumátrai központú Srívidzsaja és a mai Közép-Vietnám kiváló tengerparti kikötőiben virágzó erőközpontoktól (Tyampa) való függetlenségét, szuverenitását jelentette. II. Dzsajavarman 834-ben vagy 835-ben halt meg. Mára néhány Kulen-hegyi szentély maradt utána (így a Damrei Krap). A trónon fia, III. Dzsajavarman követte (Prei Monti, Kok Po szentély).

### Jasodharapura – az első város Angkor magterületén

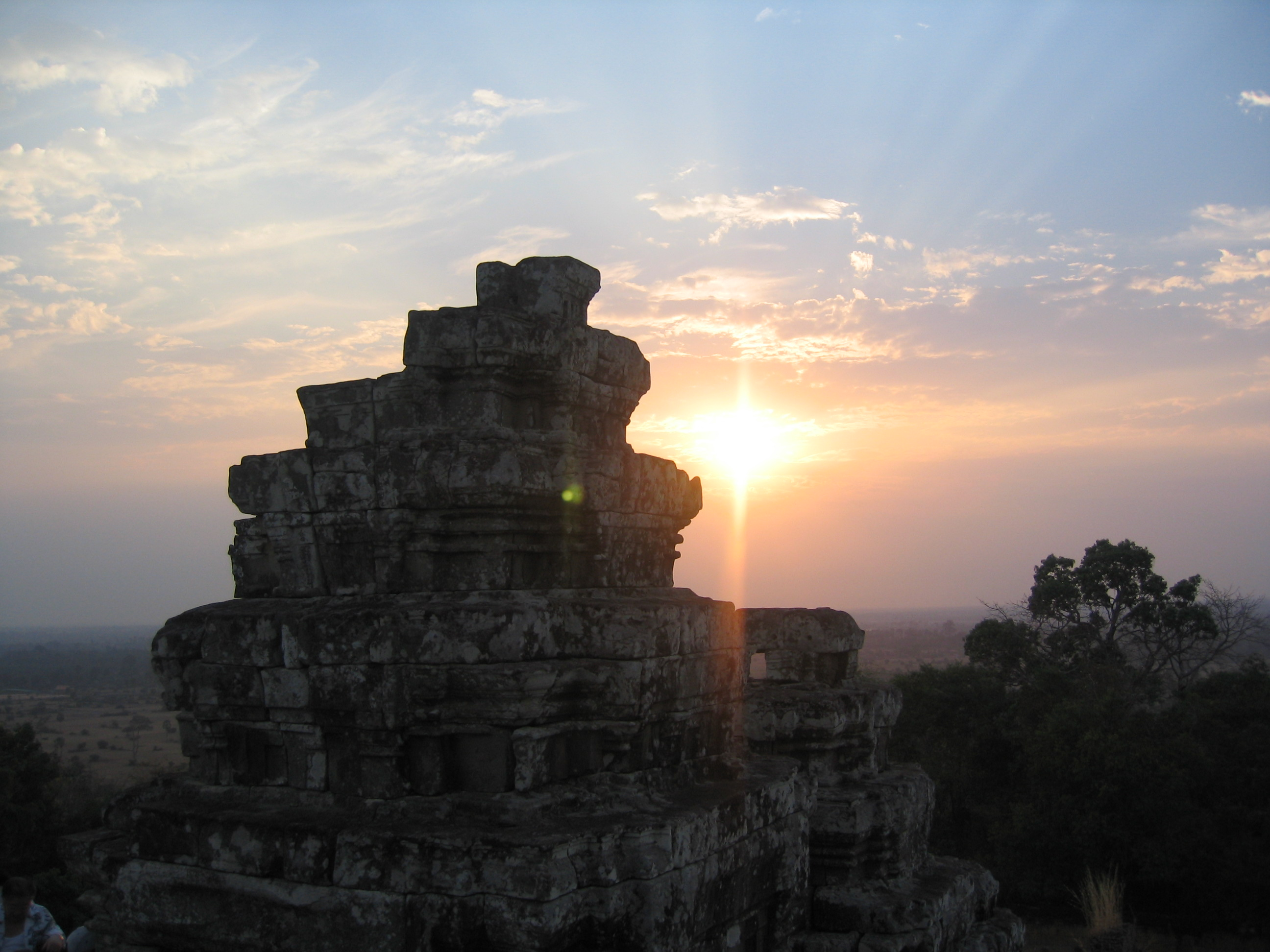
Naplemente Phnom Bakhengben

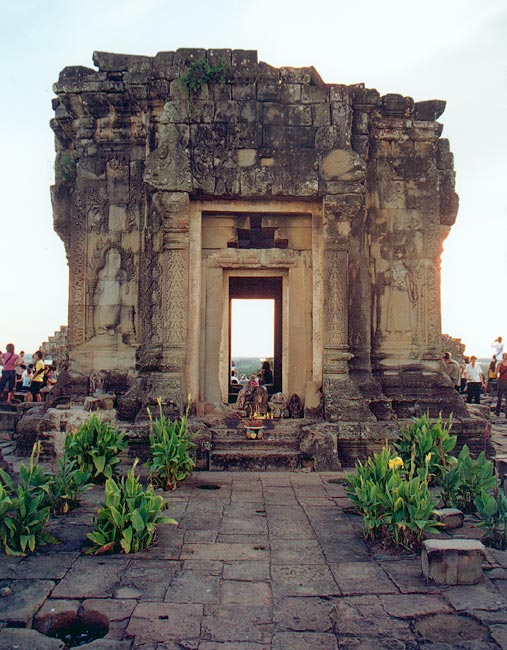
Phnom Bakheng

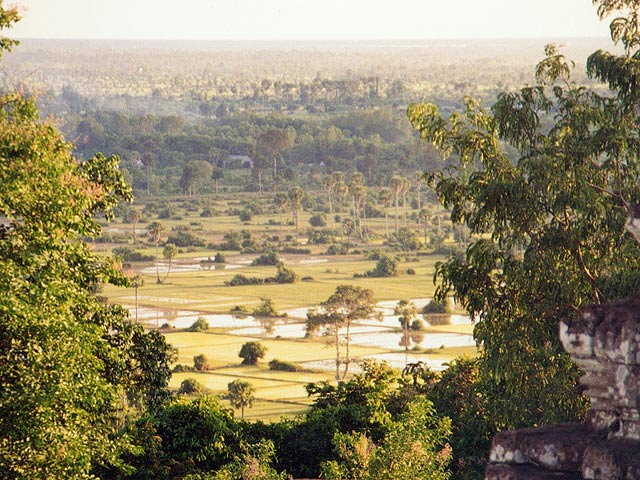
Phnom Bakheng látképe

877-ben I. Indravarman (877–886) foglalta el a Khmer Birodalom trónját. Háborúiról keveset, építkezéseiről, a kézművesség és a földművelés tökéletesítése érdekében tett lépéseiről többet tudunk. Az egyre nyilvánvalóbb technológiai fölény ígérte jobb megélhetés, a hatalmasabb istenek jóindulatának elnyerése reményében a környező területek lakóit befolyása alá vonta. Uralkodása alatt számos nagyszabású építkezés indult. Ősei dicsőítésére, lelkük-szellemiségük felidézésére teraszra emeltette és kora legjobb művészeivel feldíszíttette a téglából épített, festett stukkóval borított, fából faragott épületeket utánzó álajtókkal ellátott tornyokat. A praszatnak nevezett szentélyeket a téglába faragott fülkébe állított homokkő szobrokkal, kalligrafikusan vésett szanszkrit szövegekkel borított bélelettel tették elragadóvá a Pra Kó (jelentése: a Szent Tehén) szentélycsoportot. Uralkodása alatt emelték a később fejedelmi jelképpé magasztosult állami templom-piramist Bakong, amely a hindu istenek lakhelyét, a Mehru-hegyét szimbolizálta.
Utóda, I. Jasovarman (889–910) Jasodharapura néven új fővárost alapított az angkori magterület középpontjává tett Bakheng-hegy körül, amelyet szabályos, 4 km oldalú 200 m széles vizesárokkal akart körülvenni, ám csak délnyugati sarkát építették meg. Az alig 90 m magas hegy csúcsát terasszá alakították át, amelyre ötszintes, 108 szentélyfülkével díszített, piramis alakú templom-hegyet építettek, s a középpontjában álló fő szentélyt Sivának ajánlották fel. E szentélyben a főistent, ahogyan Indiában ma is, lingam (kőből faragott fallosz) alakjában tisztelték. A többi szentélyfülke a hindu panteon többi, a Mehru-hegyén lakó istenének lakhelyét szimbolizálta.
Majd a Kulen-hegy és a Tonle-Szap, vagyis a Nagy-Tó közé eső termékeny síkság dzsungeleinek kiirtásával virágzó ázsiai birodalom központját hozta létre. A világszínvonalú, korában egyedülálló méretű és hatékonyságú rizsgyár egyben elkerülhetetlen természeti katasztrófa évszázadokig elhúzódó, alig észrevehető, vagy a korabeli ismeretekkel nehezen értelmezhető környezetváltozási folyamatát is elindította. A terület keleti peremén álló Bok és a Nagy-Tó partján álló Krom-hegyére az egész természetátalakító megaberuházás áttekintésére és dicsőségére további szentély-csoportokat emelt, melyeket a 3 hindu főisten valamelyikének vagy mindhármuknak, a trimurtinak (Siva-Visnu-Brahma) szentelt. Hatalmas kiterjedésű, a Sziemreap-folyó elterelésével táplált, ma Keleti-barajnak nevezett, 7,5 km hosszú, 1,8 km széles, 10 méter magas töltésgáttal körülvett medencét építtetett. Ma még vitatott, feltehetően elsősorban ideológiai-esztétikai, uralkodói és népszórakoztatást inkább szolgáltak a barajok, mint öntözést, bár nagy szárazság idején hasznos tartalékot jelenthetett a vizük.
A 10. század elején a birodalom kettészakadt. IV. Dzsajavarman egy második fővárost építtetett Angkortól 100 km-re északkeletre Koh Ker néven. A királyi székhely csak II. Radzsendravarman (944–968) idején került vissza Jasodharapurába. Uralkodása alatt II. Radzsendravarman folytatta a korábbi királyok befejezetlen építkezéseit, és számos templommal és kolostorral gazdagította Angkor területét. Ekkor épült a Keleti Mebon a Keleti Baraj közepén emelt szigetre. 950-ben érte Kambodzsát, a tőlük keletre fekvő Csam Birodalom (a mai Vietnám középső része) első támadása.
968-tól 1001-ig II. Radzsendravarman fia V. Dzsajavarman uralkodott. Hatalomra lépése után a többi herceget háttérbe szorította, így megszilárdította a békét. Uralkodása nyugalmat, jólétet, és kulturális virágzást hozott a birodalomba. Jasodharapura közvetlen közelében új fővárost emelt – Dzsajendanagarit. V. Dzsajavarman udvarában filozófusok, tudósok és művészek éltek. Új templomokat is építtetett, a legjelentősebbek Bantejszrei, amely Angkor egyik legszebb és legművészibb templomának számít, és Ta Keo, az első teljes egészében homokkőből készült épület.
A király halála után egy évszázadnyi viszály és bizonytalanság következett. Az elkövetkező uralkodók egymás hatalmát megdöntve mindössze néhány évre kaparintották magukhoz a hatalmat, kivéve egyetlen királyt I. Szurjavarmant, aki 1010–1050 között, negyven évig uralkodott. Uralkodását hatalmának katonai eszközökkel való megszilárdítása és kiterjesztése jellemezte. Nyugaton a mai Lopburi (Thaiföld), délen pedig a Kra földszorosig (a Maláj-félszigetet a kontinenssel összekötő, elkeskenyedő földsávig) növelte a birodalom határait. Angkor lakóinak száma ekkoriban csaknem 1 millió lehetett. I. Szurjavarman kezdte meg a nyugati Baraj, a második nagy víztározó (8 km × 2,2 km) építtetését. A tároló mélysége 2-3 méter lehetett, befogadóképessége 40 millió m³. A mesterséges öntözés segítségével háromszor arattak rizst évente, és elérték a körülbelül 2,5 tonna/hektáros terméshozamot. (A középkori Európában hektáronként kb. 0,3 tonna gabonát termeltek, napjainkban búzából mintegy 4-5 t/ha, rizsből 5-12 t/ha a hozam.) A király halála után kiújultak a brutális hatalmi harcok.

### II. Szurjavarman – Angkorvat

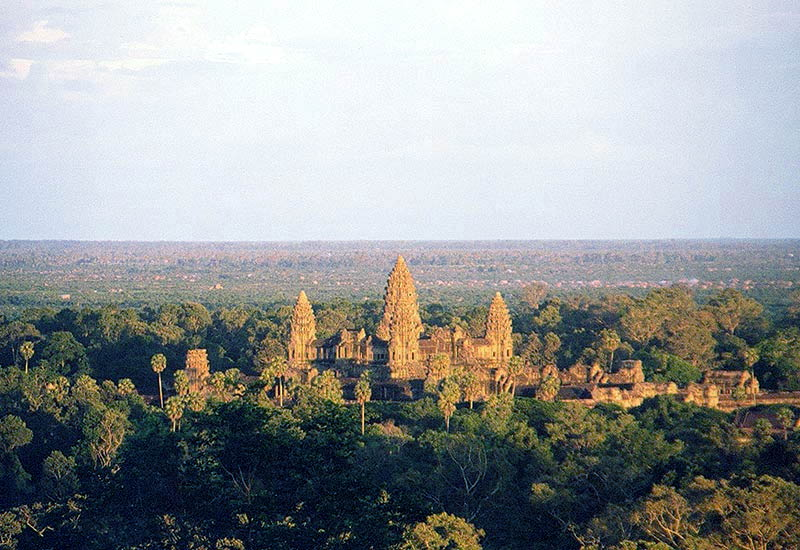
Angkorvat

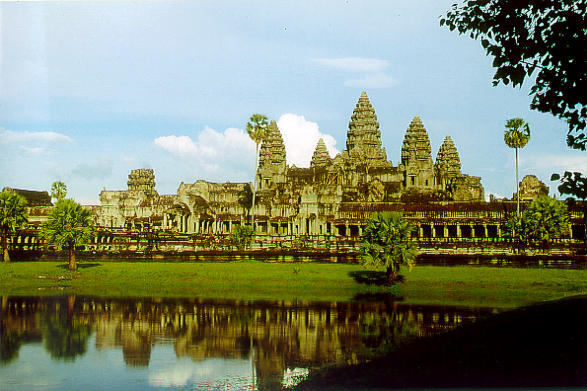
Angkorvat

A 11. századot jellemző bizonytalanság II. Szurjavarman (1113–1150 körülig) trónra kerülésével ért véget. Uralkodásának ideje a khmer kultúra aranykorának tekinthető. Ekkor épült egész Ázsia legnagyobb vallási épületkomplexuma, a Visnu istennek szentelt Angkorvat. II. Szurjavarman hódító háborúba kezdett csaknem minden szomszédos állammal: nyugat felé megszállta a Mon Királyságot, Haripundzsajat (a mai Thaiföld középső részét), és tovább terjeszkedett egészen a mai Mianmar területéig. Déli irányban elfoglalta a Maláj-félsziget jelentős részét egészen a Grahi Királyságig (ami körülbelül a mai Thaiföld Nakhon Si Thammarat területének felel meg), kelet felé uralma alá hajtotta Csampa számos területét, és minden földet északi irányban egészen a mai Laosz határáig. II. Szurjavarman (a győzelem által védett) király halála tisztázatlan. A róla szóló utolsó feljegyzések 1145-ből származnak, ezért feltételezik, hogy a vietnámi csam területek megszállására irányuló 1145–1150 közötti harcokban vesztette életét.
Halála után újabb trónviszályok gyengítették a Khmer Királyságot, míg 1177-ben a Tonlé Sap (Nagy Tó) vizén vívott csatában vereséget szenvedtek a csam uralkodótól, és Kambodzsa területe a Csampa Birodalom egyik provinciája lett.

### VII. Dzsajavarman – Angkorthom

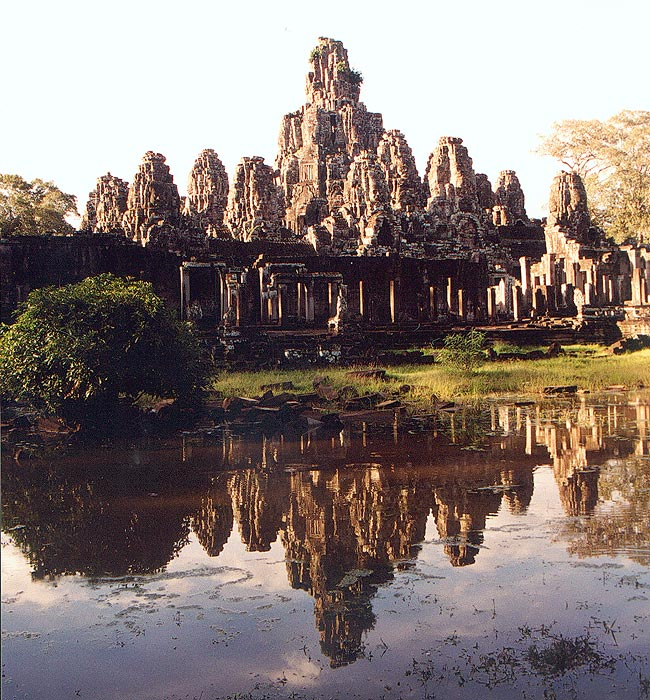
Bajon

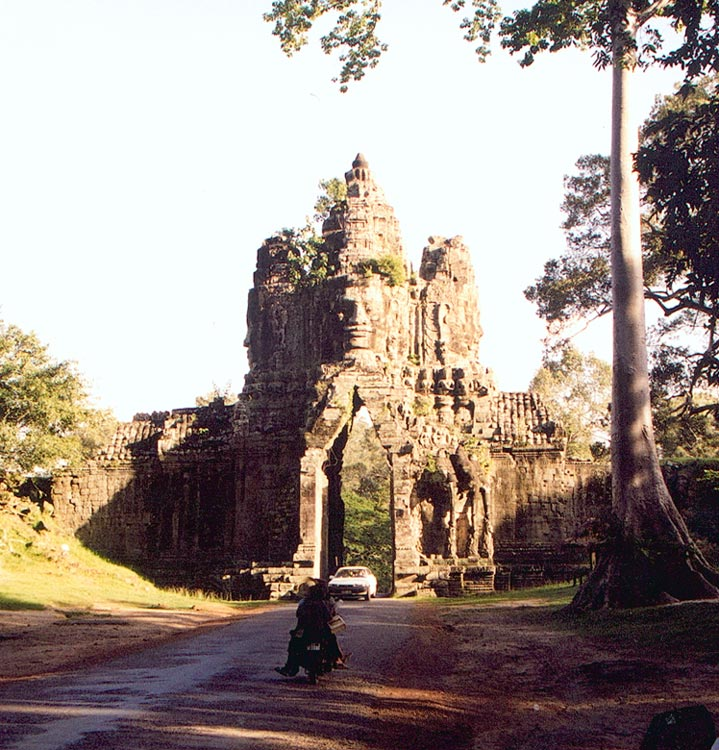
Angkorthom déli kapuja

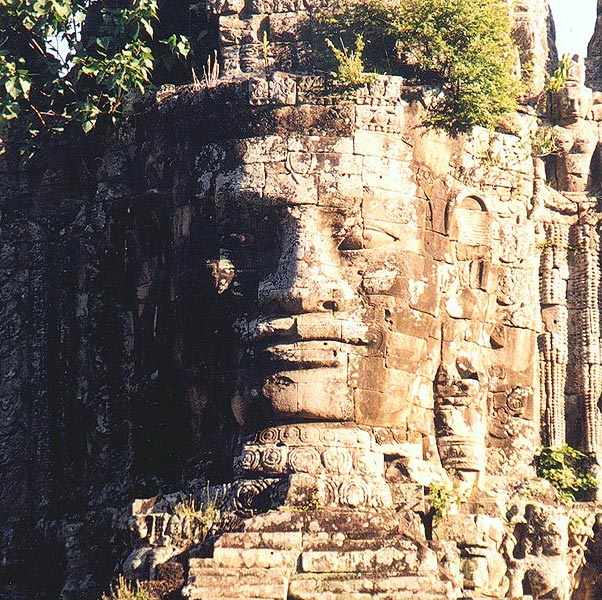
A déli kapu részlete

Hercegként a későbbi VII. Dzsajavarman király (1181–1219 körülig) a korábbi nagy királyok nyomdokát követte. A megszállás ideje alatt befolyásos támogatókat gyűjtött, majd fellázadt a vietnámi csamok ellen. 1181-ben visszahódította a fővárost, elfoglalta a trónt, és a keleti szomszéd birodalommal 22 évig tartó háborúba kezdett. 1203-ban a khmerek legyőzték a csamokat és elfoglalták földjük nagy részét is.
VII. Dzsajavarman – a Khmer Birodalom utolsó nagy királya – a győzelem feletti örömben és elődei példája szerint pompás város építésébe kezdett. Az új főváros, Angkorthom (jelentése: nagy város), amelyet 10 kilométeres fal vesz körül. A falból nyíló öt monumentális kapuhoz a vizesárkok fölött átívelő hidak vezetnek; ezek két oldalán isteneket és démonokat ábrázoló szobrok sorakoznak, amelyek a khmerek őseként tisztelt mitikus Naga kígyót, a vizek szellemét tartják a kezükben. A király által meghonosított új vallás, a mahájána buddhizmus emblémája a piramis alakú, háromteraszos Bajon-templom. Körülötte díszes fedett folyosók húzódnak; ezek tetejéről 49 lótuszvirághoz hasonló „arcos torony” emelkedik a magasba. A tornyok négy oldalán összesen 196 db két és fél méter magas szobor áll, amelyek a kutatók szerint Buddha vagy az istenné nyilvánított király arcvonásait ábrázolják. Dzsajavarman emellett anyja emlékére egy lenyűgöző látványt nyújtó kolostort is építtetett – ez a Ta Prohm, amelynek sajátossága, hogy meghagyták úgy, ahogy a régészek találták, az őserdő fáinak hatalmas gyökereivel benőve. E korszak finoman dekorált épületei közé tartozik még Bantej Kdei és Neak Pean, valamint a víztározó Srah Srang. Emellett számos út, sőt teljes úthálózat épült, amely a birodalom egyes városait összekötötte. Az utak mentén pihenőházakat emeltek a kereskedők, hivatalnokok és más utazók részére, és nem utolsóként 102 kórház is épült.

### Zhou Daguan – az utolsó felvirágzás

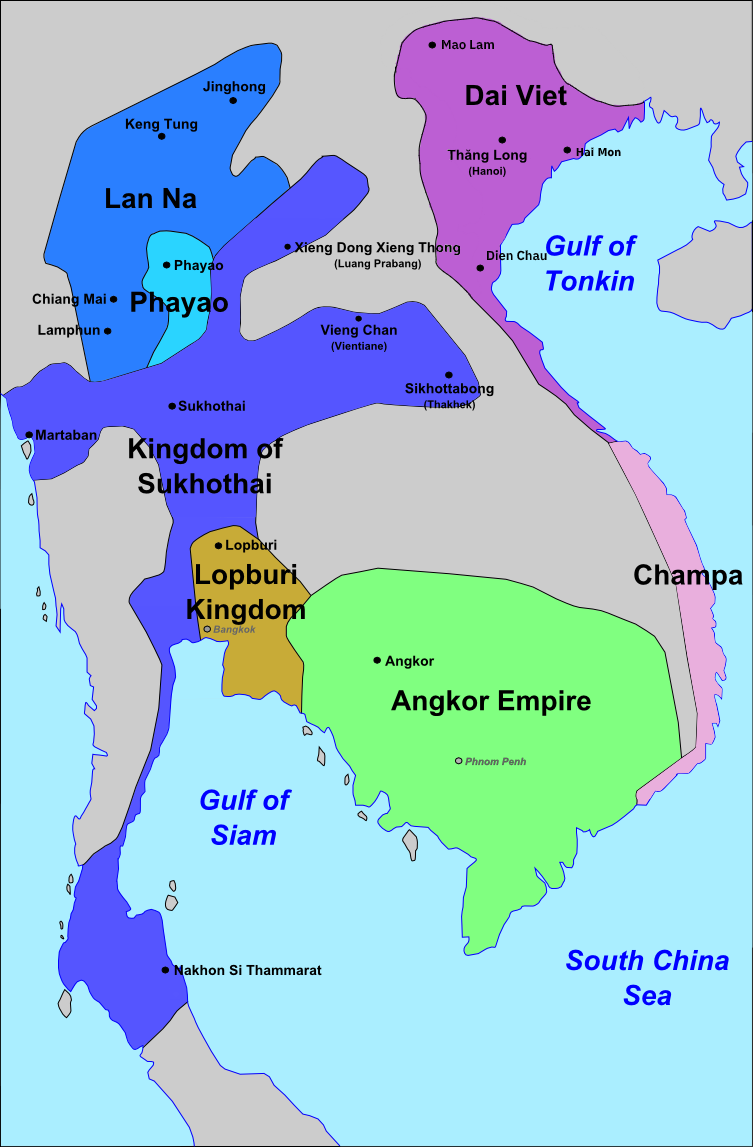
DK-Ázsia a 13. század végén

VII. Dzsajavarman trónja halála után fiára, II. Indravarmanra (1219–1243) szállt. Apja öröke szerint ő is buddhista volt, és ebben a stílusban fejezte be az apja idején megkezdett építkezéseket. Hódítóként nem volt igazán sikeres. 1220-ban a khmerek által elfoglalt területek jelentős része visszakerült a csamok fennhatósága alá. A nyugati határon új hatalom alakult, az első Thai Királyság, amelynek harcosai visszaszorították a khmereket a korábban meghódított területekről. A thaiok az elkövetkező 200 év során Kambodzsa legádázabb ellenségei voltak. II. Indravarmant VIII. Dzsajavarman (1243–1295) követte. Ősei vallásával ellentétben hindu volt, és a buddhizmus agresszív üldözője. Birodalomszerte leromboltatta a Buddha-szobrok nagy részét – régészek véleménye szerint több mint 10 000 műalkotást – és a buddhista templomokat hinduvá alakíttatta át. A királyságot 1283-tól a mongol Kublaj Kán harcosainak támadásai fenyegették, aki ekkor keménykezű uralkodóként egész Kínát kormányozta. VIII. Dzsajavarman hatalmát 1295-ben mostohafia, Szrindravarman (1295–1309) buktatta meg. Az új uralkodó a théraváda buddhizmus követője volt. Ez a buddhista iskola Srí Lankából indult, és Délkelet-Ázsia jelentős részén elterjedt.
1296 augusztusában a kínai Zhou Daguan (vagy Chou Ta-Kuan) nagykövet Szrindravarman király udvarába érkezett, és 1297 júliusáig Angkorban maradt. Ő volt az első, de nem az utolsó kínai követ, aki Kambodzsába látogatott. Zhou Daguan azért kiemelkedően fontos személy, mert részletes feljegyzéseket készített a korabeli Angkor életéről, melyek mindmáig a történelmi Angkor feltárásának alapvető forrásai. Nem csupán a nagy templomokat írta le – amelyek közül épp az ő feljegyzései révén tudjuk, hogy a Bajon-templom tornyai aranyozottak voltak, – hanem értékes információkat is feljegyzett a város hétköznapjairól, vagy Angkor lakóinak szokásairól.

#### A 13. századi Angkor társadalma

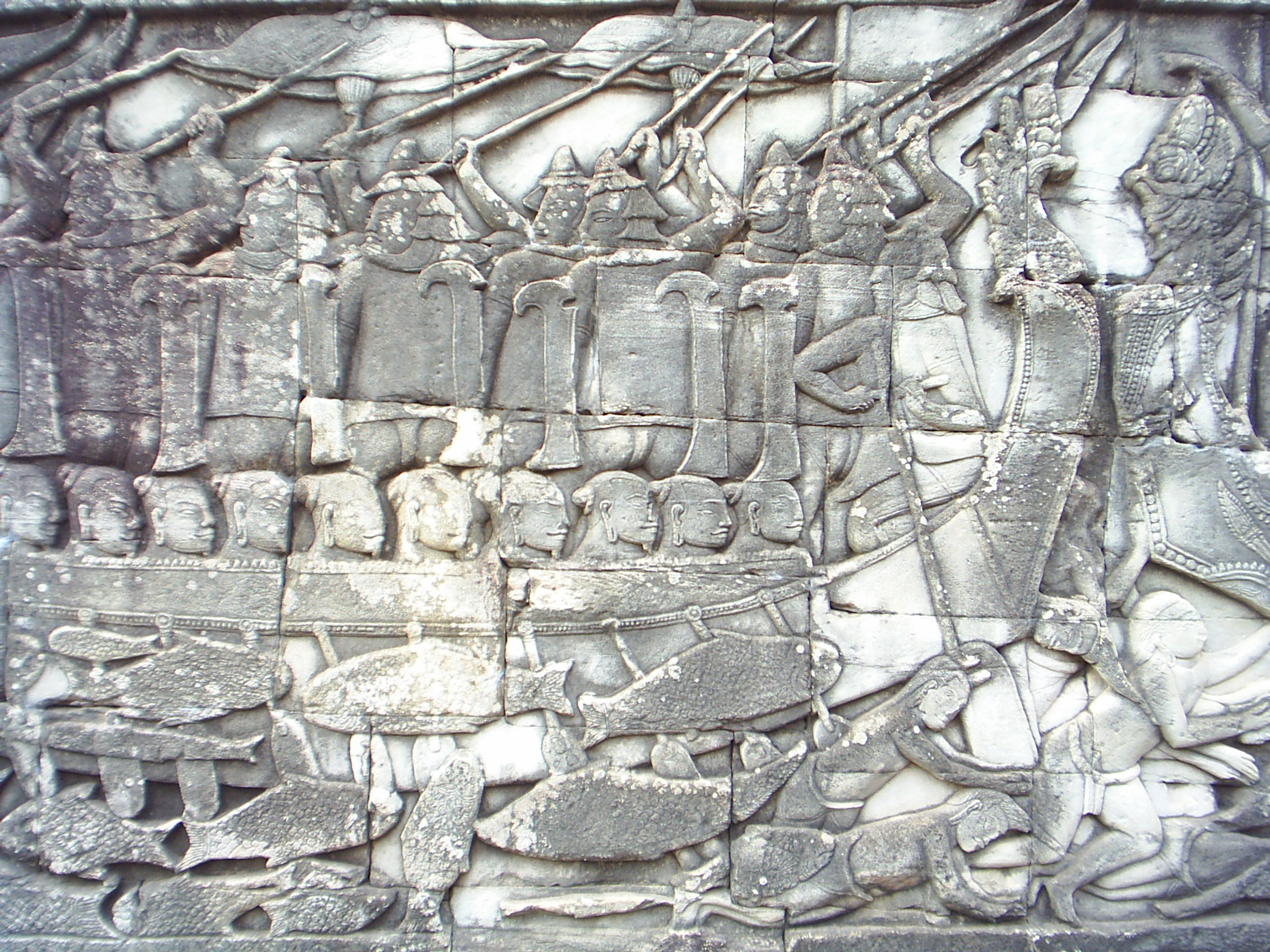
Relief, csatajelenet (Bajon)

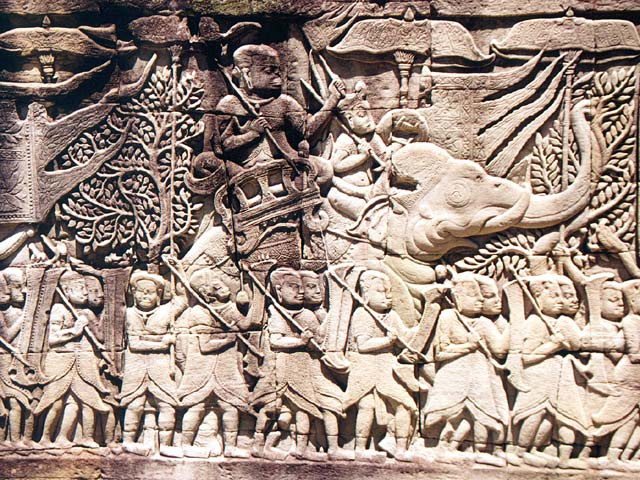
Relief

Angkor társadalmáról Zhou Daguan leírásán kívül az oszlopfeliratok, valamint az udvari és a mindennapi élet jeleneteit megörökítő domborművek maradtak az utókorra.
Ezek alapján a 13. századi khmer társadalom élén a király állt. (A királynékról semmit sem tudunk – bár a régészek találtak egy reliefsorozatot, ahol a királyok mellé édesanyjukat is odafestették.) A mindenkori uralkodó a nép hitvilága szerint igen közeli kapcsolatban állt az istenekkel, kiváltképp azzal, akinek a főtemplomot szentelte. A királyon keresztül ez az istenség volt a birodalom védelmezője.
Az udvar társasági csoportjaihoz a papok, szerzetesek, katonák, építőmesterek és kereskedők tartoztak. A papok és szerzetesek a kolostorokban laktak és a templomok vallási ceremóniáit végezték és felügyelték. A katonák kiemelt szerepét indokolta, hogy a Khmer Királyság szinte egész fennállása alatt hadban állt valamely szomszédjával. A kezdeti időkben a Jávai Birodalommal, később hosszú ideig a csamokkal, végül pedig a Thai Birodalommal. Angkor gazdagságának forrása a fejlett mezőgazdaság volt. A templomi feljegyzések azt igazolják, hogy a földművesek saját birtokkal rendelkeztek. A megtermelt áru a piacokon cserélt gazdát, ahol Zhou Daguan elbeszélése szerint nők dolgoztak. A nők társadalmi státuszuk tekintetében a férfiakkal egyenrangúak voltak , bár a királynak több felesége és ágyasa volt.
A khmerek mellett Angkor lakosai között éltek kínaiak, indek, malájok és más idegenek is; leginkább kereskedők és tengerészek.

### Angkor eleste

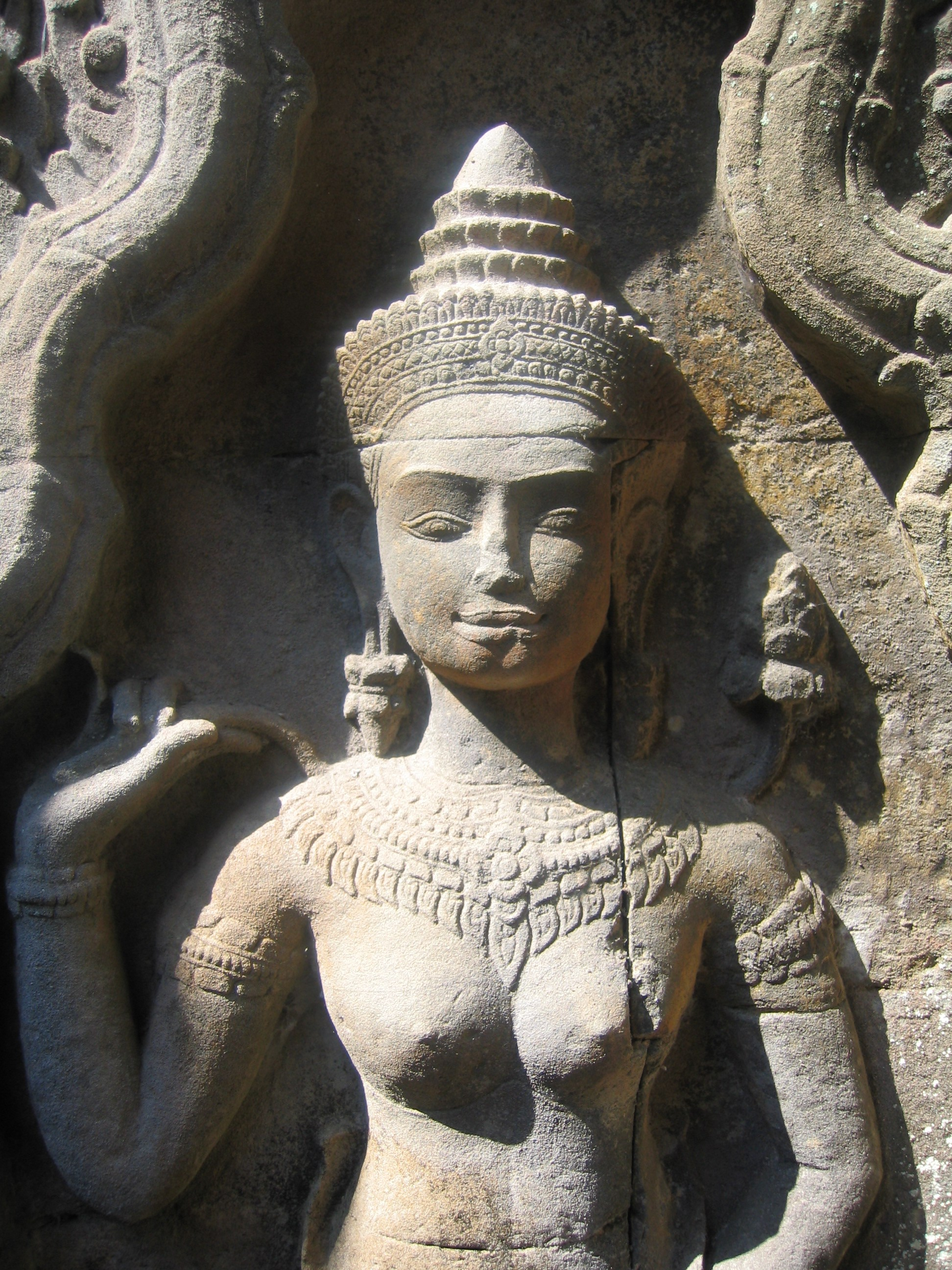
Domborműrészlet

A Szrindravarman uralkodását követő időről nagyon kevés történelmi forrás maradt ránk. A mai kutatások állása szerinti legutolsó feljegyzés egy oszlopon 1327-ből származik. A történészek véleménye szerint 1327 után a területen nem építettek újabb templomokat. Ezt egyes tudósok a buddhista pacifizmus befolyásával magyarázzák: az új vallásfilozófia szerint már nem volt szükség hatalmas templomokra ahhoz, hogy az istenek kegyét és támogatását megnyerjék. Más vélemények szerint az öntözőrendszer meghibásodása rendítette meg a Khmer Királyság gazdagságát és a mesterséges öntözés hiányában a bő termés elmaradt. De a lehetséges magyaráztok között szerepelnek a vallási kasztok közötti ellentétek, lázadás, maláriajárvány stb. A birodalom nyugati szomszédja, a Thai Királyság eközben tovább erősödött. 1352-től Kambodzsát több támadás is érte, amelyeket még sikeresen visszavert. Végül 1431-ben több hónapos ostrom után a thaiok elfoglalták Angkort és a birodalom egy részét.
A megtépázott Khmer Királyság központja délebbre, a mai Phnompen régióba került. Egyes elbeszélések szerint Angkor nem sokkal a támadók visszavonulása után elnéptelenedett. Más források viszont arra utalnak, hogy a „főváros” sohasem veszítette el teljesen lakóit, és a khmer királyok egyik ága továbbra is Angkorban uralkodott, míg a másik Phnompen központtal egy konkurens királyságot alapított. Ám egyértelmű magyarázatot még nem találtak a kutatók arra, hogyan nőhették be, illetve fojthatták meg a várost az őserdő fái úgy, ahogyan azt a kutatók a 19. század elején találták.
Van néhány bizonyíték arra is, hogy Angkor és környéke mindvégig lakott terület maradt. Történelmi iratok szerint 1566–1576 között I. Barom Racsa király uralma idején Angkor ismét királyi székhely volt. Továbbá a 17. századból japán telepesek feljegyzései maradtak ránk arról, hogy a szomszédságukban fekvő khmer területet lakják és megművelik. A legelterjedtebb Ukondafu Kazufusa elbeszélése 1632-ből, aki elmeséli, hogyan ünnepelték az ott élő khmerek az Újévet.

### Bouillevaux, Mouhot… – Angkor „felfedezése”

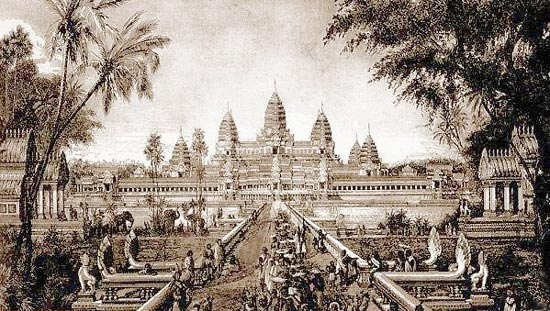
Angkorvat (Delaporte, 1880)

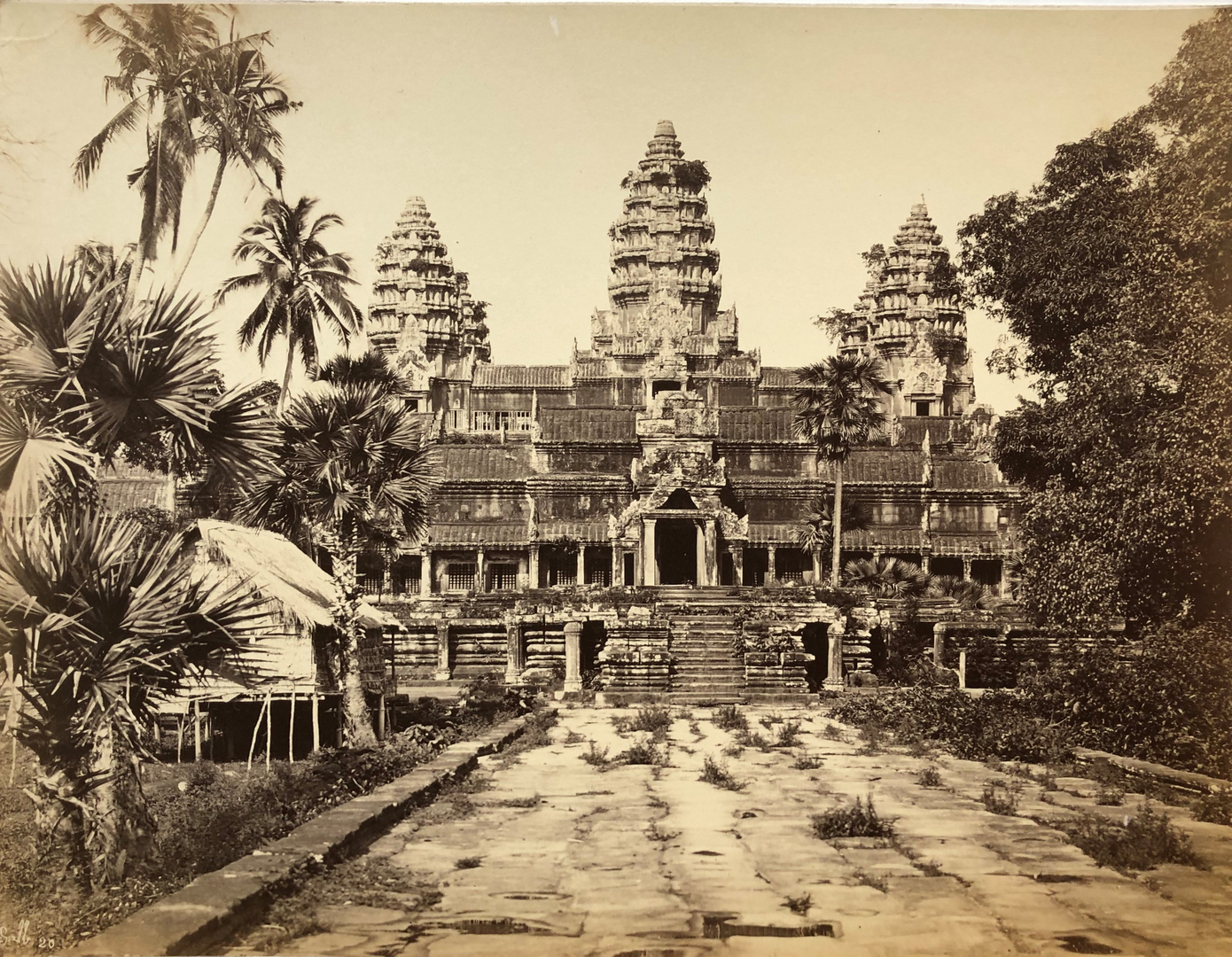
Angkorvat (Emile Gsell, 1866)

Az, hogy a francia természettudós Henri Mouhot az őserdő közepén „felfedezte” Angkort, csupán mítosz – a gyarmatosítás korának 19. századi, eurocentrikus visszatükröződése. Elsősorban azért, mert Angkor sohasem veszett el. A khmerek mindig is tudtak létezéséről, és a történelmi birodalom hanyatlása után is mindvégig működött a régi templom, Angkorvat. A környező, kisebb épületeket rizstermelők és halászok lakták. Másrészt ugyan nem Henri Mouhot volt az első európai, aki Angkorba látogatott, de ő az első, aki a városról hírt adott. Az ő 1868-ban posztumusz publikált rajzaiból derült ki, mit is rejt a kambodzsai vadon.
A 16. század során portugál misszionáriusok vetődtek első európaiként a városba. Elbeszéléseik nyomán seregnyi misszionárius és kereskedő indult útnak Portugáliából, Spanyolországból és később Franciaországból, hogy felkeressék a „nagy fallal körbevett várost”, amely alatt Angkor Thomot értették. Mouhot sohasem tartotta magát Angkor felfedezőjének, és híressé vált könyvében – Voyage à Siam et dans le Cambodge (1868) – maga is megemlíti, hogy egy francia misszionárius, Charles-Emile Bouvillevaux leírásai alapján talált rá a romokra. (Bouillevaux néhány évvel Mouhot expedíciója előtt tért vissza Kambodzsából.)

### Angkor ma
Mouhot könyve bámulatosan népszerű volt, és általánosan is felkeltette az érdeklődést a khmer művészet iránt. Az első tudományos expedíciót egy Louis Delaporte nevű tudós szervezte, amelyről rajzokkal, a domborművekről készített viaszlenyomatokkal, szobrokkal és épülettöredékekkel tért vissza Párizsba. Az 1878-as párizsi világkiállításon hatalmas, Angkorból származó szobrokat tettek közszemlére, ami további kutatásokra ösztönözte a tudósokat, és elindultak Angkorba az első turisták is.

#### Kutatás és restaurálás

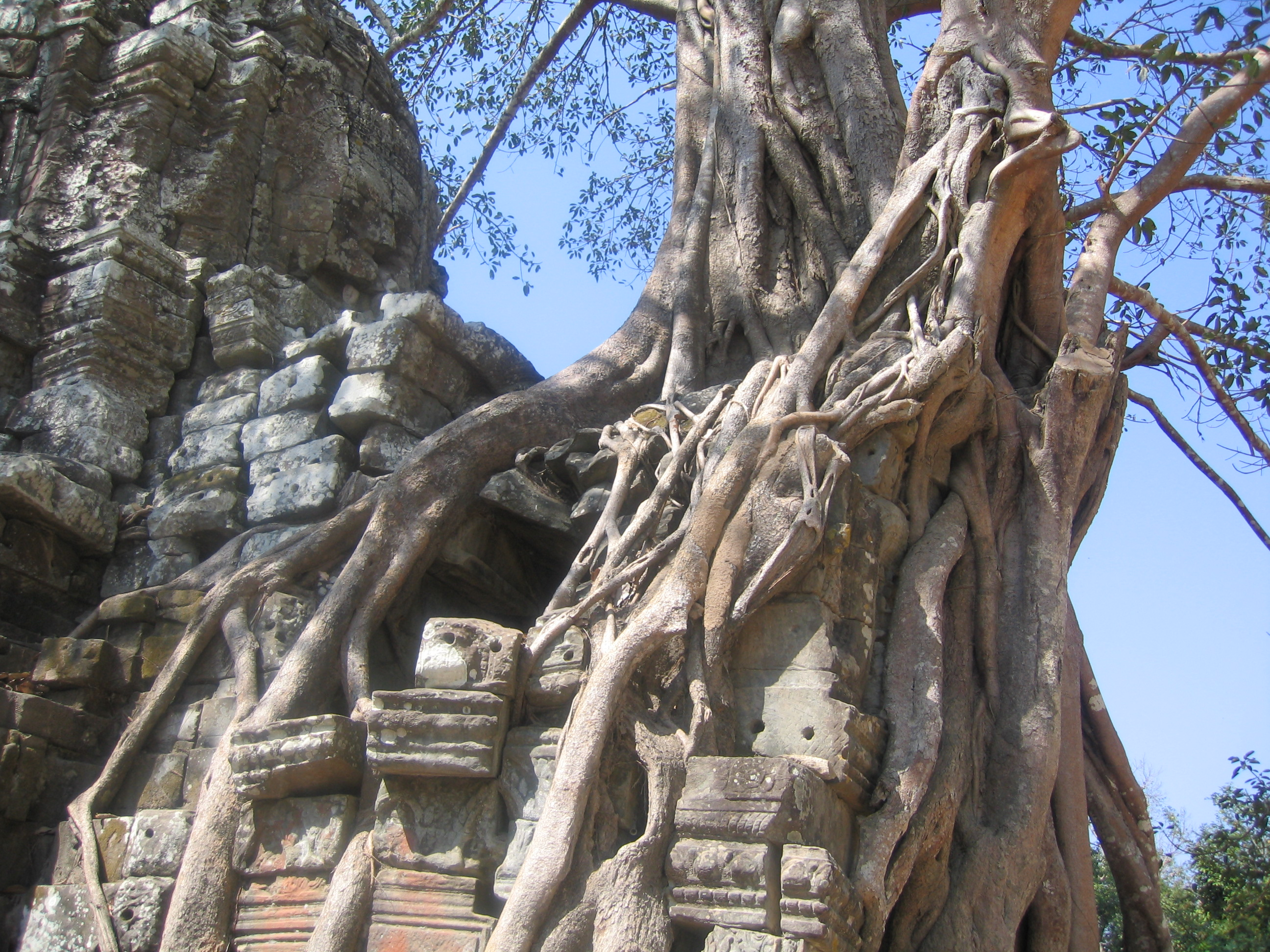
A templomokat még ma is fojtogatják a dzsungel növényei

A 20. század elején alapított École française d'Extrême-Orient (EFEO) régészei kezdték meg Angkorban a tematikus régészeti kutatásokat. A kijelölt területen csaknem 1000 templomot és szentélyt katalogizáltak, közel 1200 feliratot találtak, amelyeket lefordítottak, és hozzákezdtek a templomok trópusi növényzettől való megtisztításához is. Henri Marchal irányításával, 1931-ben kezdtek hozzá az EFEO régészei és restaurátorai a romok felújításához. Munkájuk során egy újfajta konzervációs módszert, az anasztilózist alkalmazták, amelyet Marchal a Jáva szigetén dolgozó holland régészektől tanult. E technológia lényege az, hogy a tönkrement vagy megsemmisült épületrészeket új anyagokból, például betonból megformálják, és az építmény statikai szerkezetének megfelelően az eredeti, épen maradt felületek megóvásával és felhasználásával „láthatatlanul” beépítik. Az elsőként így restaurált templom a Bantejszrei volt.
A régészeti munkálatok a század során többször is megszakadtak. A II. világháború, az indokínai háború – amelynek következményeként Francia Indokínában véget ért a francia gyarmatosítók fennhatósága – és a Kambodzsára is kiterjedő vietnámi háború megnehezítette a munkát. A Vörös Khmerek hatalomátvétele (1975) után a kutatók a térség elhagyására kényszerültek.
Az 1979–1989 közötti polgárháborús időszak során a Vietnámi Hadsereg fokozatosan megfosztotta hatalmától a Vörös Khmereket. Így 1986-ban az Archaeological Survey of India (ASI) régészei újra munkához láttak és megkezdték Angkorvat restaurálását. Napjainkban nemzetközi tudóscsoportok dolgoznak Angkorban az International Coordinating Committee (ICC) és az UNESCO felügyelete alatt: a kambodzsai Authority for the Protection and Management of Angkor and the Region of Siem Reap (APSARA) Intézet, az École française d'Extrême-Orient (EFEO), a Japanese Government Team for Safeguarding Angkor (JSA), az amerikai World Monuments Fund (WMF) és a német German Apsara Conservation Project (GACP).
Az 1980-as évek elején-közepén a szocialista országok közötti szolidaritás jegyében Magyarország segített rendbehozni egy árvaházat, amelynek fenntartását is segítettük még egy ideig. Az UNESCO-támogatásával magyar fotóművész készítette hosszú idő után az első fényképalbumot, amely jelentősen hozzájárult az Angkor és általában a Kambodzsa iránti nemzetközi érdeklődés felkeltéséhez.
Magyar régészek és építőművészek is részt vettek Angkor romjainak állagmegóvásában és a térség korabeli történelmének kutatásában. Az 1992-ben létrejött budapesti székhelyű Angkor Alapítvány (angol elnevezése királyi engedéllyel Royal Angkor Foundation (RAF)) Göncz Árpád és Norodom Szihanuk szándéklevele alapján, tiszteletbeli társelnökségükkel alakult. A műemlékhelyreállítási munkálatokat az alapítvány német és magyar támogatásból finanszírozta. A magyar, khmer, angol és argentin szakemberek az angkori ásatási terület egyik legrégebbi templománál, a Roulos csoporthoz tartozó Pra Kó – a Szent Tehén – hindu templom restaurálásán dolgoztak, 1993-96 között. Erre évekig a templom bejáratánál álló kicsiny tábla hívta fel a látogatók figyelmét.

#### Turizmus
A polgárháború befejeződésével Kambodzsa az ENSZ békefenntartó csapatainak részleges felügyelete alatt stabil demokráciát kezdett kiépíteni. Ennek eredményeként az 1990-es években fokozatosan növekedett a külföldi turisták száma, így Kambodzsa belekezdett a turisztikai infrastruktúra kiépítésébe is. Bár az 1997 nyarán lezajlott politikai zavargások rövid megtorpanást hoztak, Sziemreap városban új szállodák teljes spektruma – a luxus elhelyezéstől a szobakiadásig – nyílt az Angkor régióba látogatók igényeinek kiszolgálására. A turizmus hatására megnőtt a sziemreapi repülőtér forgalma, és megjelentek az ázsiai fapados járatok is.

## Kultúra

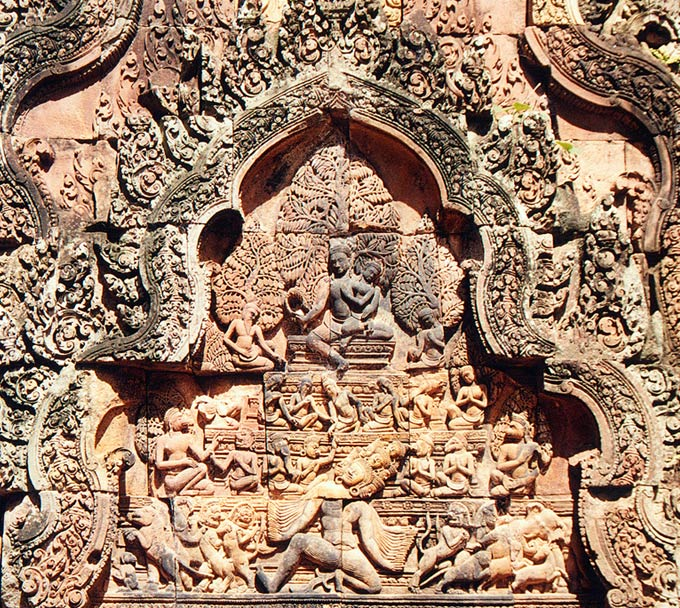
Siva és Uma (Bantej Srei)

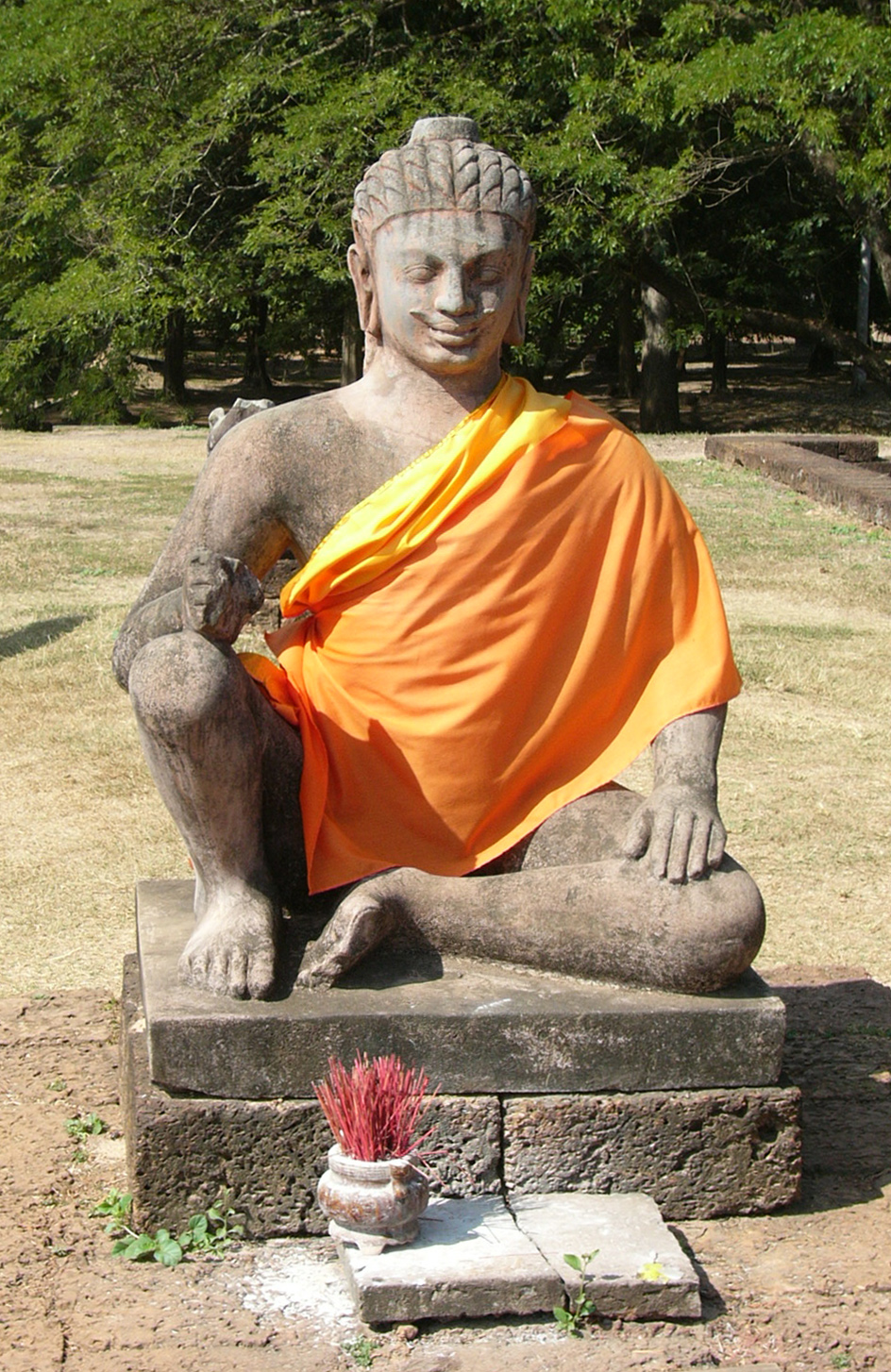
A „Leprás” király (Jama a halál istene; másolat)

A térség már az Angkor megalapítását megelőző időkben az indiai vallások kulturális és művészeti befolyása alá került.

### Vallás
A hinduizmus és a mahájána buddhizmus alapjai még az Angkor megalapítását megelőző idők történelmi hagyatékából származnak. (Az utóbbi a Funan Birodalomé, míg a hindu befolyás a Csenla állam öröksége.)

#### Hinduizmus
Az angkori templomok legtöbbjét hindu isteneknek szentelték: elsősorban Siva, elszórtan Visnu (Angkorvat), és Brahma isteneknek. A szentélyek mellett Angkorban számos relief és dombormű ábrázolja a hindu mitológia történeteit, legfőképpen a Rámájanát.

#### Buddhizmus
A mahájána buddhizmus elterjedése a 12. század végén, a 13. század elején VII. Dzsajavarman király uralkodásával kezdődött. Ebből az időből származnak Angkor Thom hatalmas emberi arcot ábrázoló tornyai Buddha, illetve Bodhisattva Lokeshvara vonásaival, amelyeket több kisebb templom mellett a Bajon-templomban és „nagy város” kapudíszein (Gopura) is megismételtek. A király elkötelezett híve volt a történelmi Buddha, Siddhartha Gautama alakjának is, akinek a Bajon főtemplom központi szentélyét ajánlotta, és Prajnaparamitának (a „tökéletes bölcsesség” buddhista kifejeződésének), aki a Ta Prohm templomkolostor ihletője volt. II. Dzsajavarman uralma alatt a buddhizmus tantrikus iskolájának tanai is teret nyertek, amelynek jellegzetes megnyilvánulása Hevajra istenség kiemelt tisztelete.
1295-ben, amikor Szrindravarman magához ragadta a hatalmat, az uralkodó vallási irányzat a théraváda buddhizmus volt, amely Srí Lankáról indulva egész Délkelet-Ázsiában elterjedt. Ma is ezt az irányzatot követi Kambodzsa, Thaiföld, Burma és Laosz lakosságának többsége.

#### Szinkretizmus
Angkor történelme szerint a khmerek általában harc és elégedetlenség nélkül fogadták a különböző vallási formákat. Az „új” istenek, amelyeket az Indiából, vagy Délkelet-Ázsia más területeiről hazaérkező kereskedők és az utazók honosítottak meg, gyorsan helyet találtak a helyi hitvilág istenei, jó és gonosz szellemei között.
A szinkretizmus, azaz a vallási keveredés elemei tekinthetők Angkor talán legfontosabb kulturális jellegzetességének. Ennek középpontjában a Dévarádzsa (istenkirály) kultusz állt, amelynek legfőbb szimbóluma, a főtemplom belső szentélyében őrzött lingam volt. Ez a hosszúkás sima kő, Siva megtestesülése, az isten fallikus szimbóluma.
E kultusz továbbfejlődése, hogy a buddhista VII. Dzsajavarman a Bajon-templom Buddhának ajánlott központi szentélyét Buddharádzsaként tisztelte.

### A főváros kozmológiai jelentése
Angkor neve azt jelenti: „főváros”, és csakugyan öt évszázadon át ez volt a khmer nép fővárosa azzal a sajátossággal, hogy a főbb uralkodók a századok során mind megépítették a maguk fővárosát a korábbiak mellé. A városok általános szerkezetét tekintve mindenhol négyszögletes, árokrendszerrel védett fal övezte a központi templomot (minden városban más-más nagyságú, szerkezetű és díszítésű, más-más istennek szentelt templom állt), északon helyezkedett el a királyi palota, körülötte a lakónegyedek; a közeli víztározó medencéje pedig bőséges víztartalékot biztosított. A sematikus khmer városok minden eleme a hindu vallás bizonyos szimbólumaira utalt, és egy sajátos világnézethez kapcsolódott.
A falak és a vizesárkok a földet meghatározó hegyeket és tengereket jelképezték; az árkok fölött átívelő hidak a földi és az isteni világ közti kapcsolatot testesítették meg. A négy világtáj felé tájolt, teraszos felépítésű, gúla alakú főtemplom a Meru-hegy – az univerzum mitológiai tengelye, ugyanakkor a megvilágosodás felé vezető beavatási út – szimbóluma. Egyes, koncentrikus négyzeteket, vagy labirintusokat ábrázoló templomalaprajzok a mandala szakrális körébe voltak belefoglalva. (A mandala a „teljesség”, amely öt belső övre oszlik, s ezeken végighaladva, a tudatlanság legyőzése után az ember eljuthat a tudáshoz és a lélek újjászületéséhez, majd az istenek házához és a lingához, a világ középpontjához.)

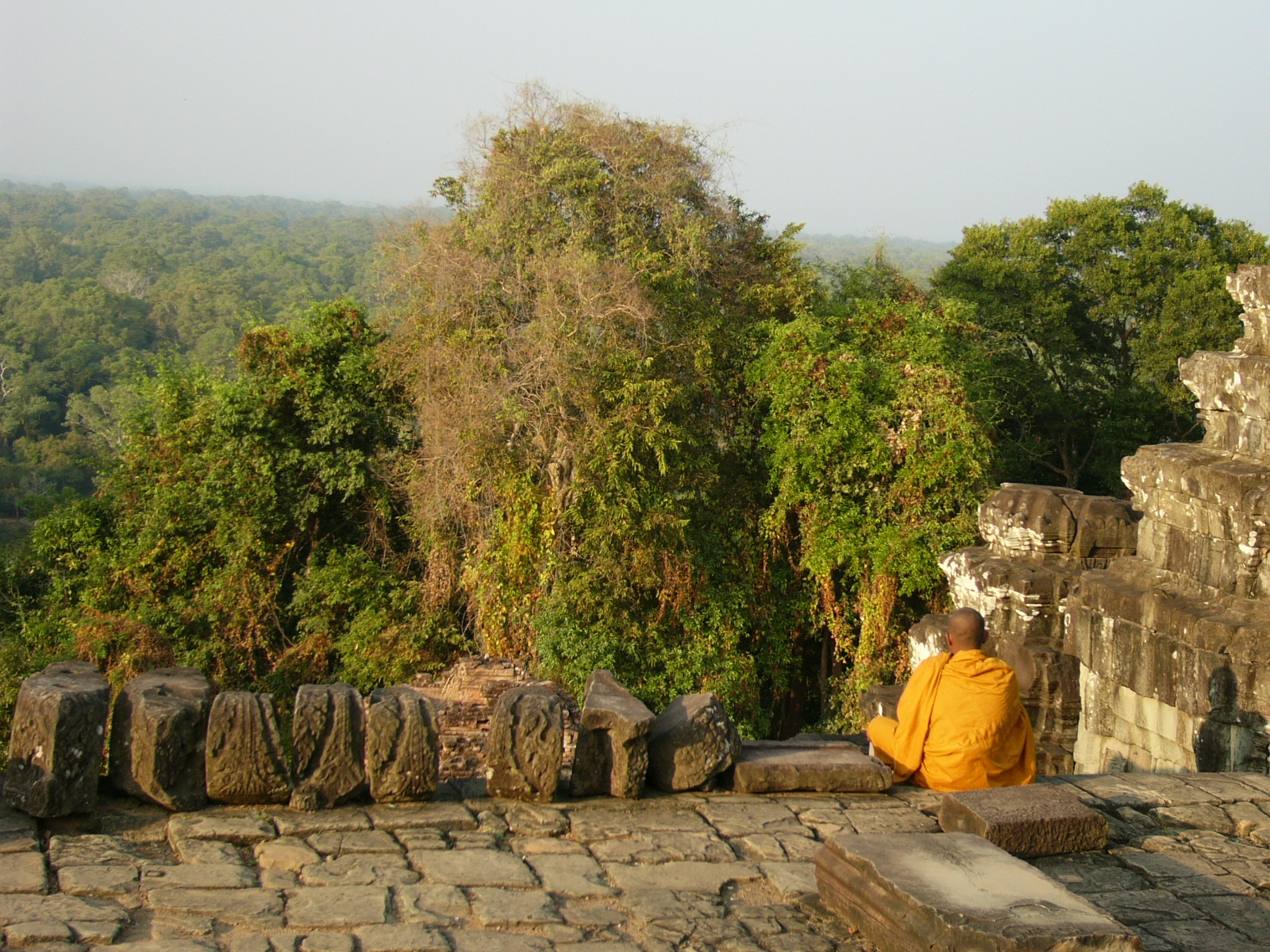
Phnom Bakheng

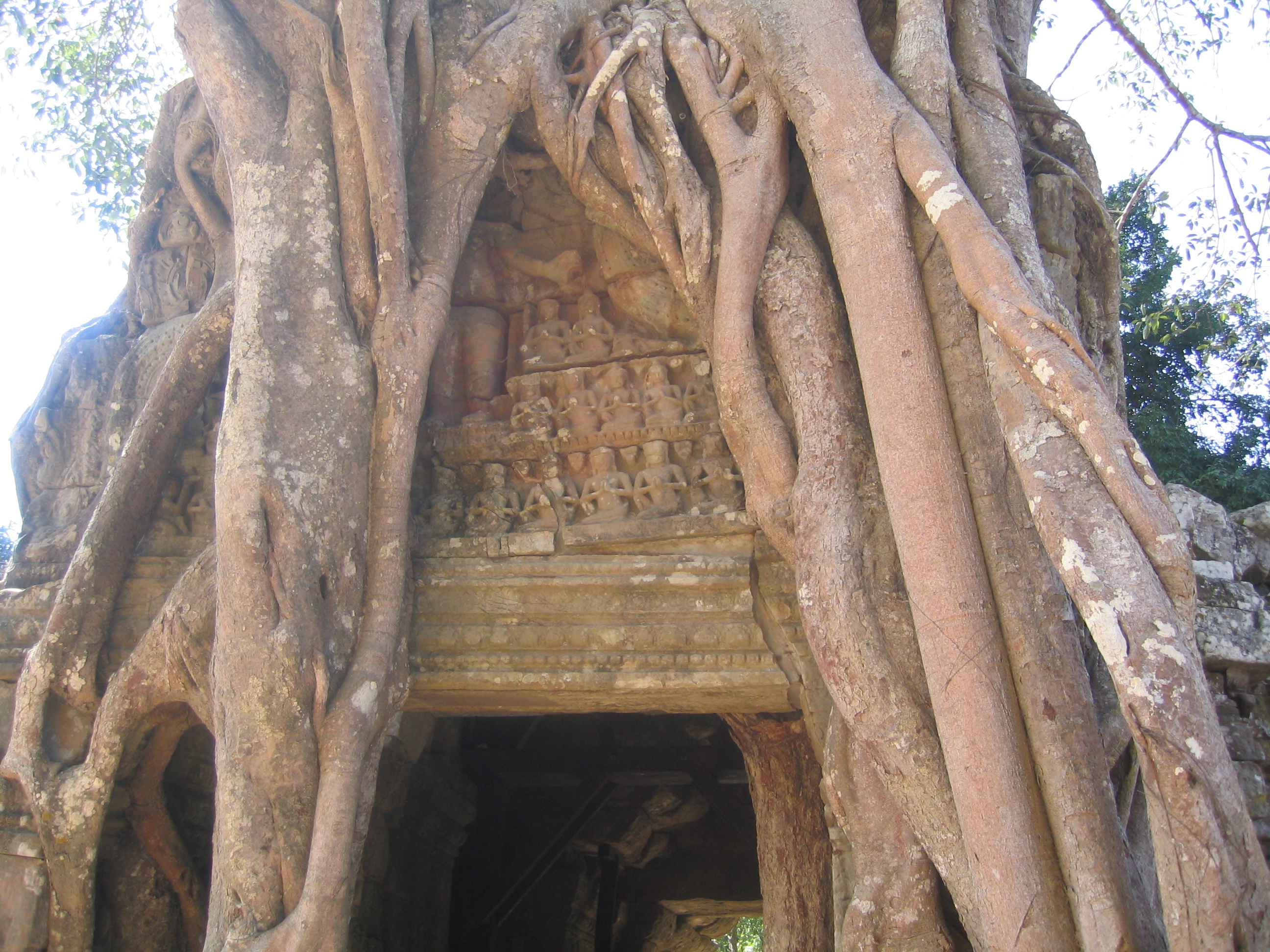
Épület egy fügefa gyökereinek szorításában

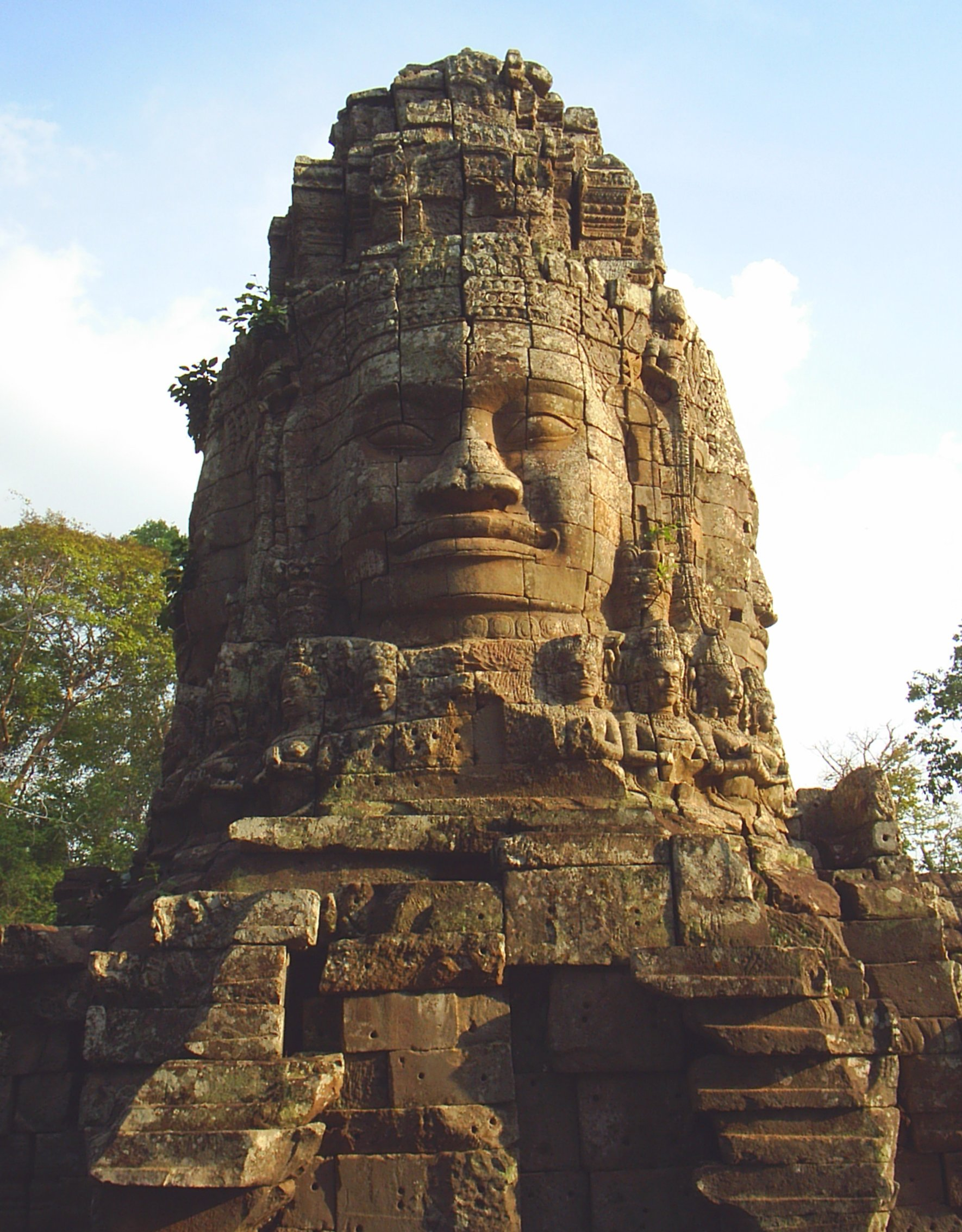
Ta Prohm nyugati bejáratának tornya

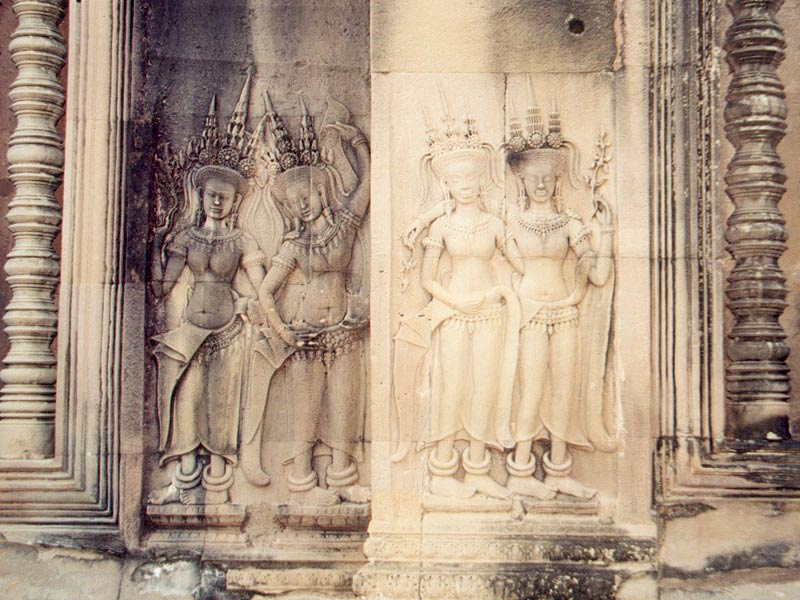
Apszara Angkor-Vatból

## Angkor részei
A templomváros részei, a legjelentősebb templomok és építmények:
Angkorthom, Angkorvat, Bajon-templom, Bakheng, Bakong, Bakszejcsamkrong, Bantej Kdei, Bantej Samré,Bantejszrei, Baphuon, Csoszaj Tevoda, Déli Khleang, Elefántterasz, Északi Khleang, Kbal Spean, Keleti Baraj, Keleti Mebon, Krol Ko, Leprás király terasza, Lolei, Neak Pean, Phimeanakasz, Phnom Krom, Praszat Kravan, Prah Khan, Pra Kó, Pre Rup, Spean Thma, Srah Srang, Ta Prohm kolostor, Ta Som, Ta Keo, Thommanon, Nyugati Baraj, Nyugati Mebon

### Alkalmazott építőanyagok

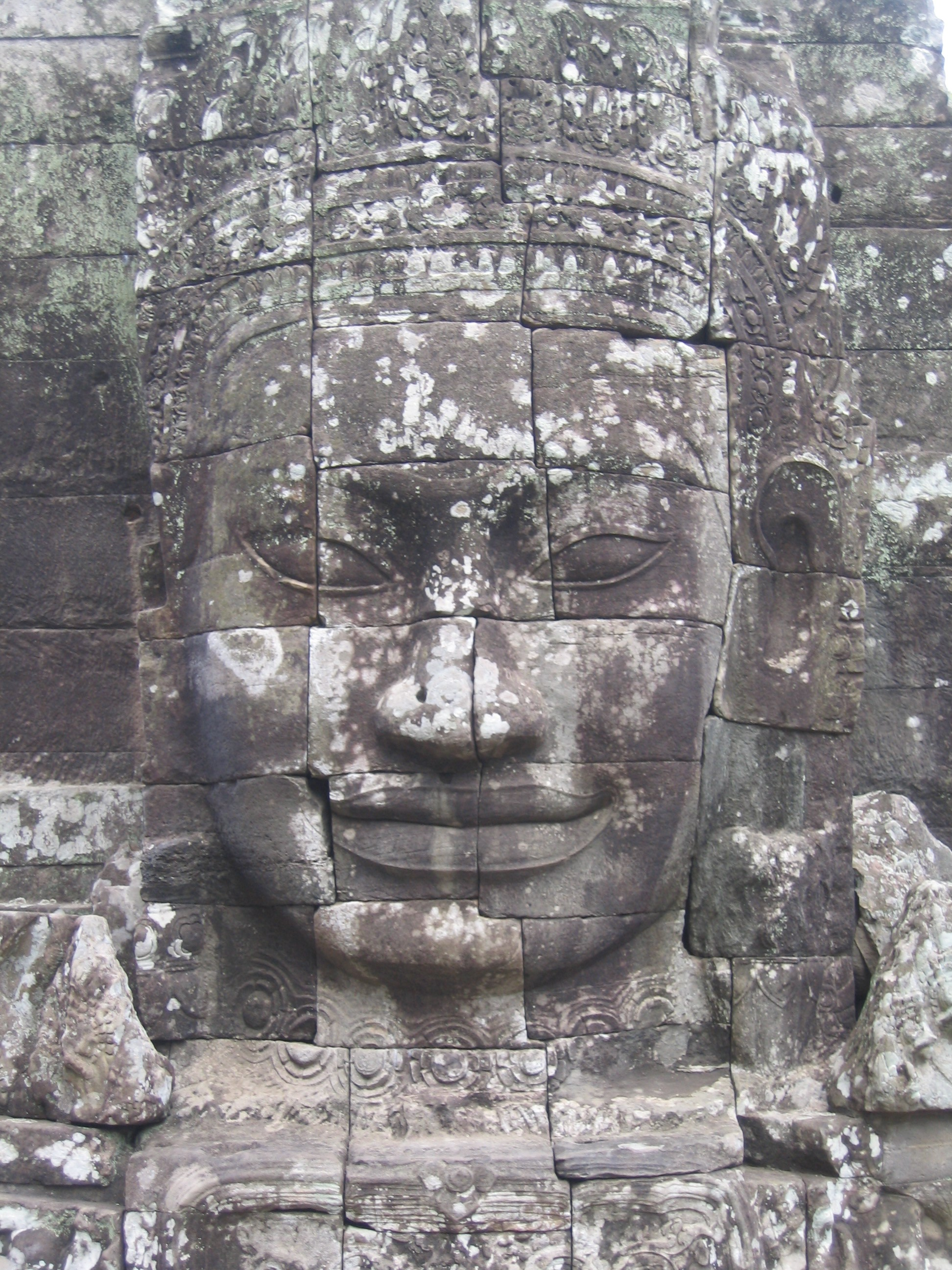
Kőkockából kifaragott óriásarc

Angkor elsődleges építőanyaga a fa volt: a lakóházak, a hivatali épületek, és a királyi paloták is fából készültek. Néhány elszíneződött tetőmaradvány arról tanúskodik, hogy legalább a tehetősebb lakosok házai tetővel fedettek voltak. A templomokhoz is gyakorta építettek fa előtetőket, továbbá az ajtók (gyakran bronzzal borított) fából készültek.
Angkor legelső templomai agyagtéglából készültek. A domborművek legtöbbjét vagy közvetlenül az agyagfalakból faragták ki (mint például a Praszat Kravan), vagy részenként állították össze a már megmunkált darabokból. Az agyagtégla, mint építőanyag a későbbi korokban is birodalomszerte megjelenik.
A laterit vasoxidtól vöröslő agyag, amely nedvesen kiválóan formázható, de kiszáradás után kőkeménnyé válik, így igen teherbíró, jó építőanyag. A díszítő munkálatok során a legfelső kemény réteget eltávolították, és a már kész épületek falaiba közvetlenül faragták bele a domborműveket. A lateritet a birodalom minden tartományában használták.
Angkor legkésőbben alkalmazott építészeti alapanyaga a homokkő volt. Az építkezésekhez szükséges köveket a várostól kb. 30 km-re északkeletre fekvő területekről, nagy tömbökben szállították a fővárosba. A 10. század után minden jelentős templom és kolostor homokkőből épült. Ez az anyag lehetővé tette a bonyolultabb épületszerkezetek és konstrukciók kialakítását, és a felülete is jól megmunkálható volt. A homokkő építőművészet csúcsa Angkorvat, amely mind méreteit, mind szerkezetét, mind a díszítések és szobrok finom kidolgozottságát tekintve lenyűgöző. Falait 2000 m² dombormű, rengeteg szobor, közöttük csaknem 2000 fedetlen keblű égi táncosnő (apszara) és istennő (dévata) ékesíti.

## Szómagyarázat

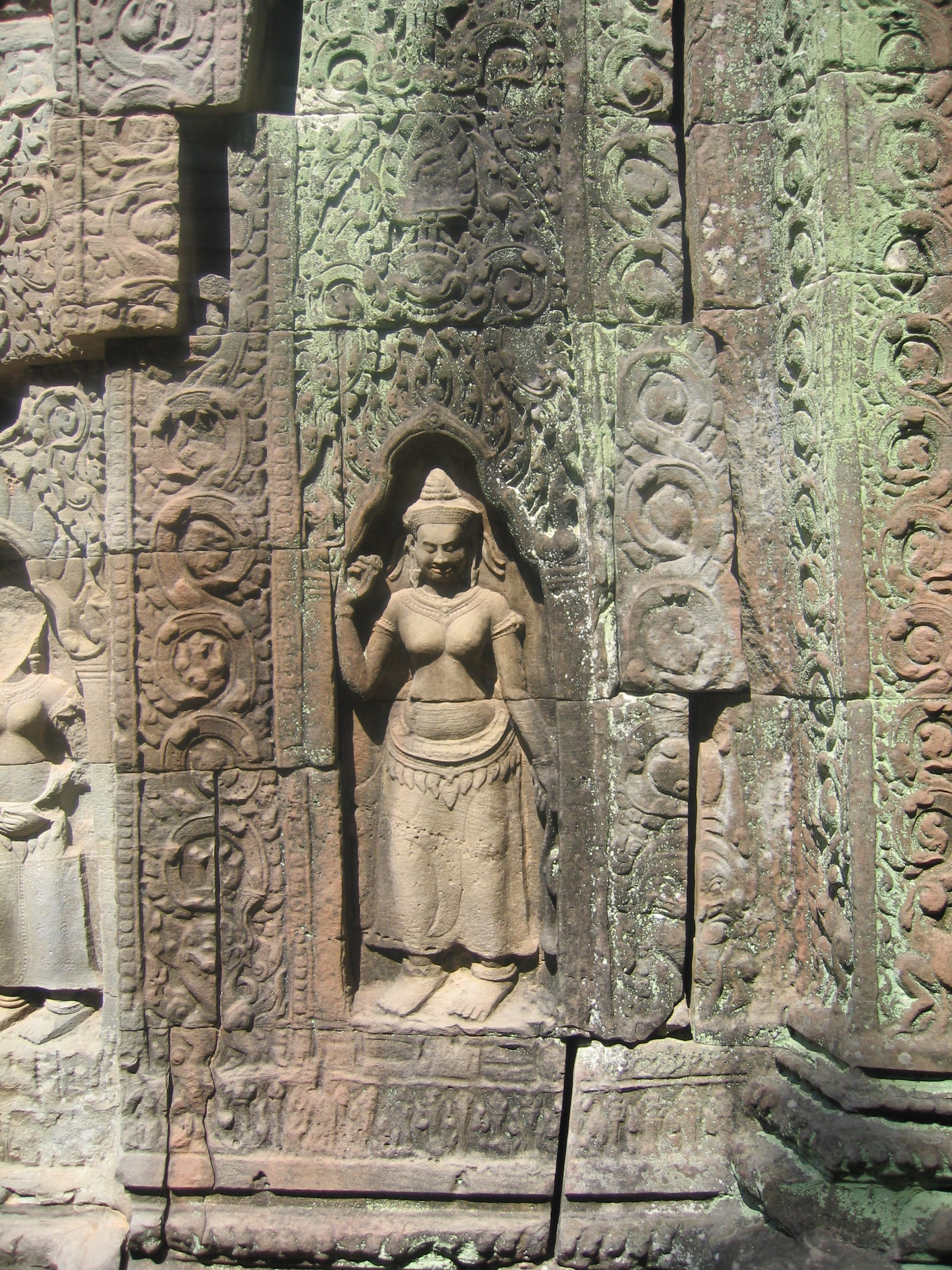
Dévata

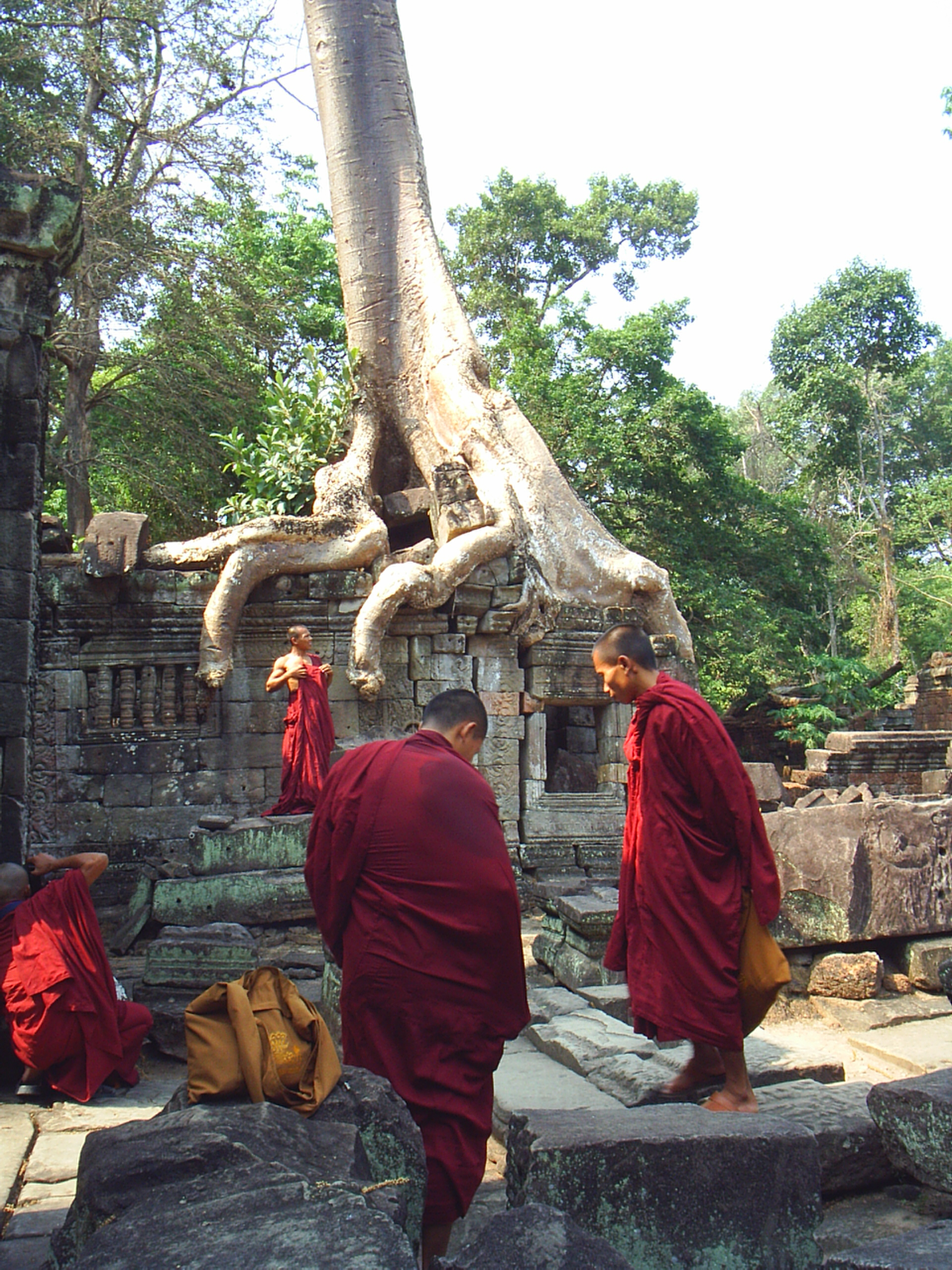
Buddhista szerzetesek Prah Khanban

- Angkor (khmer): város; szanszkritul: Nagara
- Bantej  (Banteay) (khmer): citadella, fallal körülvett templom
- Baraj (Baray) (khmer): nyitott víztározó; amelyeket gátak, zsilipek segítségével töltöttek fel
- Phnom (khmer): domb, kisebb hegy
- Praszat (Prasat) (khmer): torony (egy templom tornya); szanszkritul: prasada
- Prah (Preah) (khmer): szent; szanszkritul: brah
- Sziemreap (Siem Reap) (khmer): annyit tesz a sziámiak legyőzője (sziámi/thai); visszautal a 18. századi sziámi-khmer háborúra
- Srah (khmer): árokszerű víztározó; vize nem felduzzasztott, és általában kisebb a barajnál
- Srei (khmer): nő/k
- Thom (khmer): nagy, nagyszerű
- Varman (khmer): mellvért, mint névelő: valami, vagy valaki által védett, például "Szurjavarman": "Szurja (Surya-napisten) által védett"
- Vat (Wat) (khmer, thai): (buddhista) templom, szanszkritul: Vatthu

### Magyarul
- Akadémiai kislexikon I. (A–K). Főszerk. Beck Mihály, Peschka Vilmos. Budapest: Akadémiai. 1989. ISBN 963-05-5280-9
- Csou Ta-kuan: Feljegyzések Csen-la földjének szokásairól, fordította Ecsedy Ildikó, Budapest, 1991 (in Jelen, J és Hegyi, G.: Angkor és a khmerek, Hegyi és Tsa., Budapest, 1991)
- Charles Higham: Az angkori civilizáció, fordította: Csobay Dávid, Gold Book, [Debrecen], [2004], ISBN 9639437786
- Jelen János és Hegyi Gábor: Angkor és a khmerek, Hegyi és Tsa., Budapest, 1991
- Jelen János–Kuszinger Róbert: Az ősi Angkor, General Press, Budapest, 2002, (Különleges könyvek), ISBN 9639282758
- Angkor elsüllyedt világa, szerkesztette: Csák Erika, bevezetőt írta: Ágh Attila, fotók: Ágh Attiláné, Kocsis András Sándor, Varga Gyula,  Kossuth, Budapest, 2006, ISBN 9789630948951
- Marilia Albanese: Angkor, fordította: Lukácsi Margit, Officina ’96 Kiadó, Budapest, 2006
- Szlávnits László: Angkori levelek, Terebess Ázsia E-tár

### Német nyelven
- Gisela Bonn: Angkor – Toleranz aus Stein, DuMont, Köln 1997. ISBN 3770131673
- Gabriele Fahr-Becker: Ostasiatische Kunst, Könemann, Köln. ISBN 3895088455
- Karl-Heinz Golcio: Chronologie der Inschriften Kambojas, Harrassowitz, Wiesbaden 2006. ISBN 3447052953
- Bernard-Philippe Groslier: Angkor – Eine versunkene Kultur im indochinesischen Dschungel, DuMont Schaumburg, Köln 1956.
- Albert Le Bonheur/Jaroslav Poncar: Von Göttern, Königen und Menschen. Flachreliefs von Angkor Wat und dem Bayon. Peter Hammer, Wuppertal, 1995
- Pierre Loti: Eine Pilgerfahrt nach Angkor, Müller, München, 1926
- Jan Myrdal: Kunst und Imperialismus am Beispiel Angkor, Nymphenburger, München, 1973 ISBN 3485018279
- Chou Ta-Kuan: Sitten in Kambodscha. Über das Leben in Angkor im 13. Jahrhundert. 2. Auflage. Angkor Verlag, Frankfurt, 2006 ISBN 3-936018-42-1
- UNESCO: One hundred missing objects – Looting in Angkor, ICOM, Paris, 1997

### Francia nyelven
- Maurice Glaize : Les Monuments du groupe d'Angkor, 1944, 1963, 1993
- Henri Marchal: Guide archélogique aux temples d'Angkor, 1928, 1962

### Angol nyelven
- Briggs, L.P.: "The Ancient Khmer Empire", Transactions of the American Philosophical Society, n.s. 41, Philadelphia, 1951
- Coedes, G.: "The Indianized States of Southeast Asia", Hawaii, Honolulu, 1968
- Vickery, M.: "Society, Economics and Politics in Pre-Angkor Cambodia", The Centre for East Asian Cultural Studies for UNESCO, Tokyo, 1998
- David Chandler: A History of Cambodia, Westview Press. ISBN 0813335116
- Bruno Dagens (engl.: Ruth Sharman): Angkor – Heart of an Asian Empire, Thames & Hudson, London. ISBN 0500300542
- Michael Freeman, Claude Jacques: Ancient Angkor, Asia Books, Bangkok. ISBN 9748225275
- Charles Higham: The Civilization of Angkor, 2004, ISBN 0520242181
- Henri Mouhot: Travels in Siam, Cambodia, Laos, and Annam, White Lotus, Bangkok. ISBN 9748434036
- Vittorio Roveda: Khmer Mythology, River Books, Bangkok. ISBN 9748225372
- Dawn Rooney: Angkor: Cambodia's Fabulous Khmer Temples, Odyssey Publications, Ltd. ISBN 9622177271
- Zhou Daguan: The Customs of Cambodia, newly translated by Michael Smithies, The Siam Society, Bangkok 2001. ISBN 9748298515

### Hivatalos és tudományos
- (angolul) (franciául) (khmerül) APSARA Authority for the Protection and Management of Angkor and the Region of Siem Reap – Az Angkorban folyó kutakásokat felügyelő hivatalos, kambodzsai Intézet honlapja (kultúra, régészet, restaurálás, lakosság, környezet, turizmus…)
- (angolul) UNESCO: Nemzetközi program Angkor megőrzésért
- (angolul) (japánul) JSA (Japanese Government Team for Safeguarding Angkor) Archiválva 2007. június 25-i dátummal a Wayback Machine-ben
- (angolul) Japan's Cooperation in the Preservation of the Angkor Monuments
- (angolul) Cambodia Cultural Profile (Ministry of Culture and Fine Arts/Visiting Arts)
- (angolul) The Origins of Angkor Az Otago Egyetem (Új Zéland), és a thaiföldi „Képzőművészeti Csoport” kutatási projektje a térség korai történelmének feltárására
- (németül) Angkor Project Group Archiválva 2006. április 26-i dátummal a Wayback Machine-ben des Interdisziplinären Zentrums für Wissenschaftliches Rechnen (IWR) der Universität Heidelberg (a templomok 3D-rekonstrukciói és az egyes szobrok vizualizált bemutatása)
- (magyarul) (angolul) A Magyar Angkor Alapítvány honlapja

### Általános
- (angolul) Sacred Angkor
- (angolul) Yellow Pages Cambodia, Angkor-temples 3D Map Archiválva 2005. október 30-i dátummal a Wayback Machine-ben Virtuális 3D utazás Angkor templomai között
- (angolul) Greater Angkor Project Nemzetközi kutatási projekt honlapja
- (angolul) The Angkor Guide Illusztrált online idegenvezetés Angkorban, AsiaExplorers
- (angolul) Angkor Travel Guide Útleírás a templomok részletes leírásaival, térképekkel, fényképekkel és háttérinformációkkal
- (angolul) (németül) Angkor: fotógaléria, tippek & trükkök, javasolt túraterv a templomok kronológiai adatait bemutató táblázattal
- Terebess Ázsia Lexikon – Angkor
- Google Maps Nagyítható űrfelvétel Angkorról
- NASA nagy felbontású kép
- Megfejtették Angkor titkát Index.hu
- A halottak titkai: Angkor – az eltűnt város – (mult-kor.hu, 2007. február 12.)
- Modern turizmus fenyegeti az ősi templomokat – (mult-kor.hu, 2007. február 22.)
- Saját vesztét okozta az angkori nagyváros – (mult-kor.hu, 2007. augusztus 16.)
- Az angkori ZEMP-ről – (Az UNESCO számára 1992–93-ban kidolgozott Zónakialakítási és Környezet Kezelési Terv bemutatása, Erda Kft., hozzáférés: 2023. február 11.)
- Jelen János–Hegyi Gábor: Angkor és a khmerek – Kegyetlenség és báj (Kambodzsa, IX-XIII. század: egy ismeretlen civilizáció bemutatkozása) (Készült a Budapest Galéria kiállításának alkalmából, 1991. július 18–augusztus 25.), Budapest, Hegyi–Gutenberg, Budapest, 1991
- Angkor – A titokzatos ősi Khmer Birodalom, szöveg: Marilia Albanese, fordítás: Lukácsi Margit, Officina '96, Budapest, 2002
- Sipos László: Angkor – Fotóalbum, 2000–2012, Örökségünk, Nyíregyháza, 2012
- Sipos László: ...és a khmerek. Kambodzsai fotóalbum, 2000–2012, Örökségünk, Nyíregyháza, 2012
- Letűnt korok, elveszett városok. Machu Picchu, Angkor, Trója, Pompeji, Babilon, Petra; szerk. Sarah Bankes, ford. Bódogh-Szabó Pál, Kossuth, Budapest, 2020 (Polihisztor)

### Hírek
- Virágkorában a világ legnagyobb települése volt az „elveszett város” (inforadio.hu, 2007. augusztus 15.)
- Megfejtették Angkor titkát (Index, 2007. augusztus 15.)